# Фалішевиці (Малопольське воєводство)
Фалішевиці (пол. Faliszewice) — село в Польщі, у гміні Заклічин Тарновського повіту Малопольського воєводства.
Населення — 326 осіб (2011).
У 1975—1998 роках село належало до Тарновського воєводства.

## Демографія
Демографічна структура станом на 31 березня 2011 року:
|          | Загалом | Допрацездатний вік | Працездатний вік | Постпрацездатний вік |
| -------- | ------- | ------------------ | ---------------- | -------------------- |
| Чоловіки | 162     | 39                 | 104              | 19                   |
| Жінки    | 164     | 49                 | 84               | 31                   |
| Разом    | 326     | 88                 | 188              | 50                   |